# Paralephana obliqua
Paralephana obliqua là một loài bướm đêm trong họ Noctuidae.